# Park Boženy Němcové
Park Boženy Němcové, dříve nazývaný také Zámecký park, je městský park/lesopark/zámecký park ve Fryštátu, části města Karviná v okrese Karviná. Nachází se také v nížině Ostravská pánev v Moravskoslezském kraji a v Horním Slezsku. Parkem, který je součástí městské památkové zóny Karviná, protéká uměle vytvořený mlynský potok Mlýnka (přítok řeky Olše). Park má plochu 0,36 km2 a je největším parkem v Karviné. Park získal jméno podle české spisovatelky Boženy Němcové (1820–1862). Park byl v roce 1992 Ministerstvem kultury České republiky prohlášen kulturní památkou České republiky.

## Historie a současnost parku
Původní Zámecký park, nyní park Boženy Němcové, byl založen v roce 1804 až po empírové přestavbě zámku Fryštát jako krajinářský park. Architektura byla zvolena podle tehdy populárního anglického stylu. Z doby založení parku se dochovaly cenné stromové lipové a kaštanová alej a solitéry z nichž nejvýznamnější a památkově chráněné jsou Platan v parku Boženy Němcové a Jasan v parku Boženy Němcové. V parku byla také postavena obora (kde se pořádaly hony a v roce 1877 za účasti korunního prince Rudolfa), konírna, mléčnice, prádelna, lázně, letohrádek a altán. V parku jsou také louky a v západní části parku je jezero. Park je udržovaný a revitalizovaný.

## Dřeviny parku
Kromě výše uvedených památných stromů se v parku nachází také další vzácné dřeviny, např. borovice černá, zmarličník japonský, liliovník tulipánokvětý, lipová alej, dvě kaštanové aleje aj.

## Budovy v parku
- Daňčí obora v parku Boženy Němcové - nyní populární zookoutek s výběhem pro daňky, srnce a ptáky
- Letohrádek (nyní restaurace)
- rodová hrobka Larisch-Mönnichů je kulturní památka
- dětský koutek - novodobé hřiště ve stylu slovanského hradiště
- Larischův altán
- Fontána se sousoším puttů s delfínem (kopie) je kulturní památka
- Zámecká konírna je kulturní památka
- Mléčnice je kulturní památka
- Rekreační areál jezera Loděnice.
- Letní kino

## Další informace
Park je celoročně volně přístupný.

## Galerie

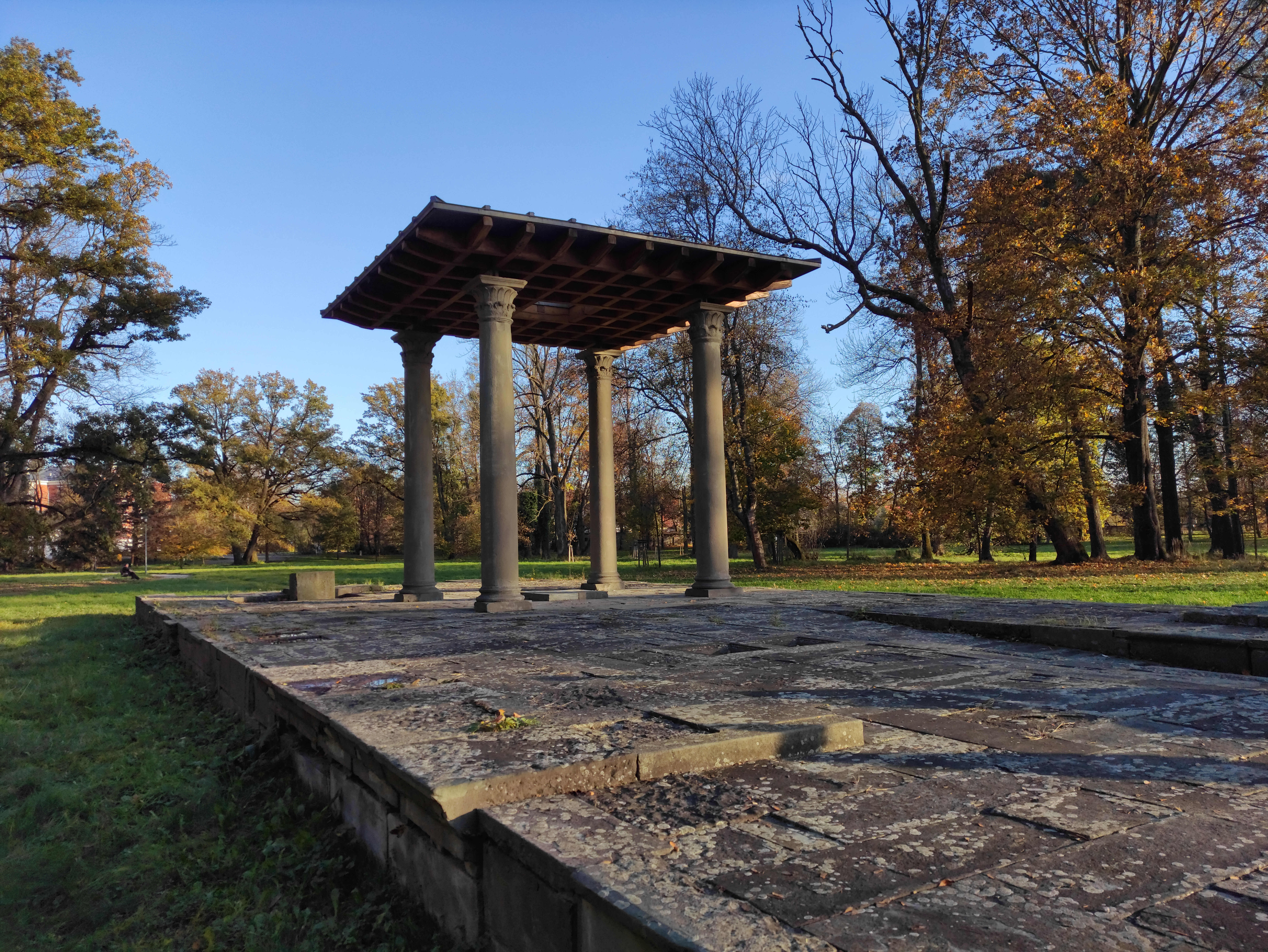
Larischův altán
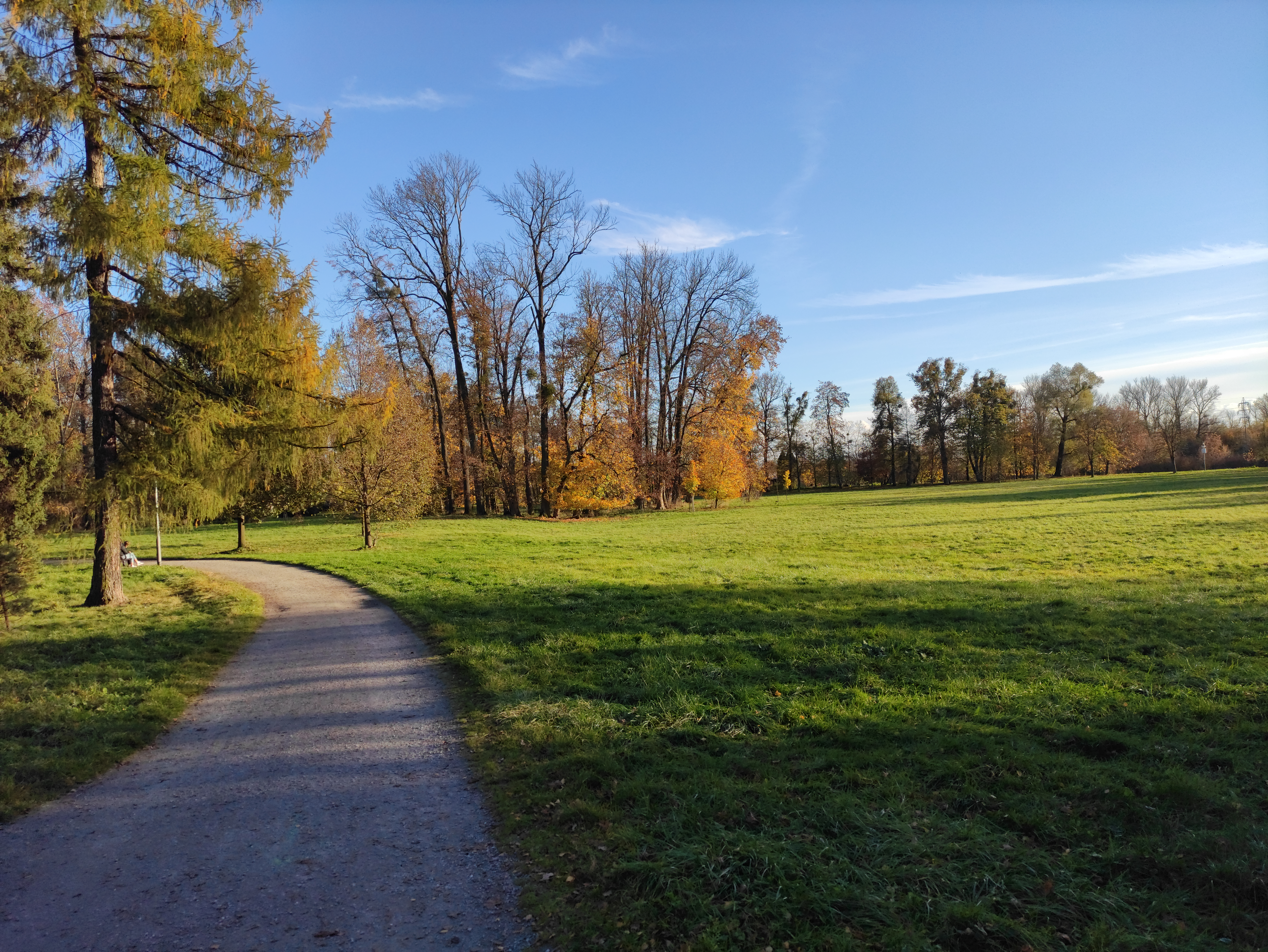
Louka
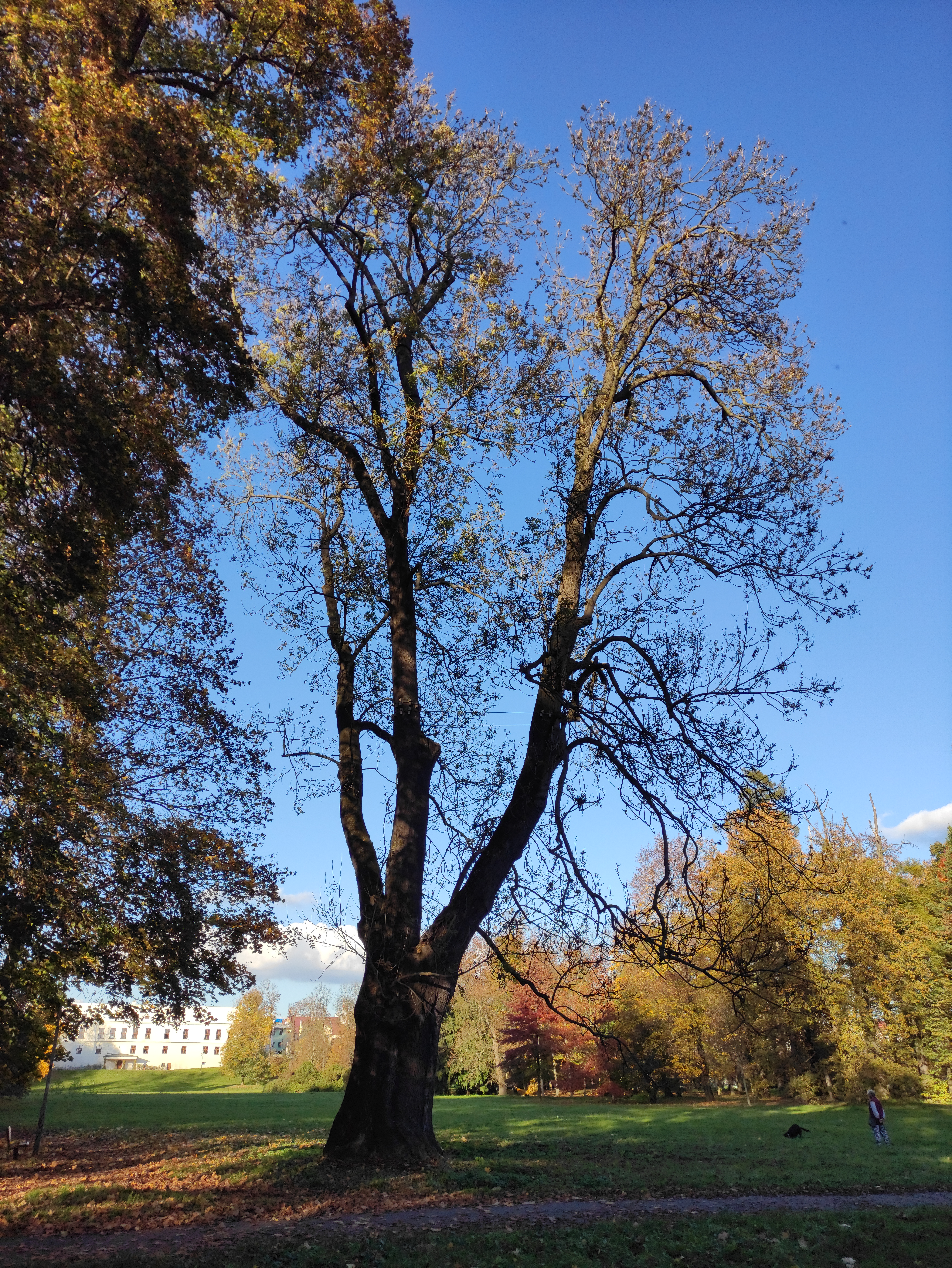
Jasan v parku Boženy Němcové
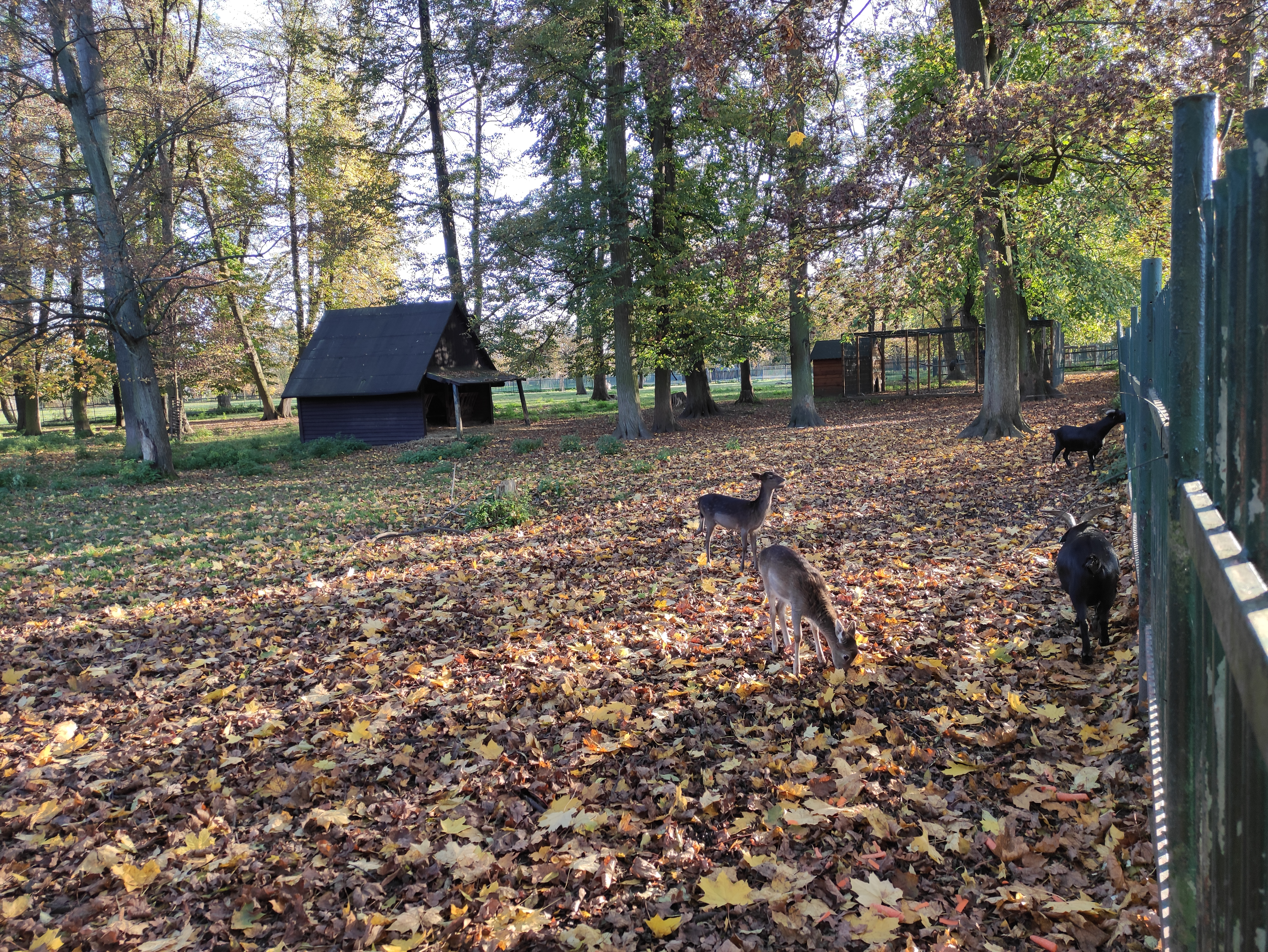
Daňčí obora v parku Boženy Němcové